# Anaximenes

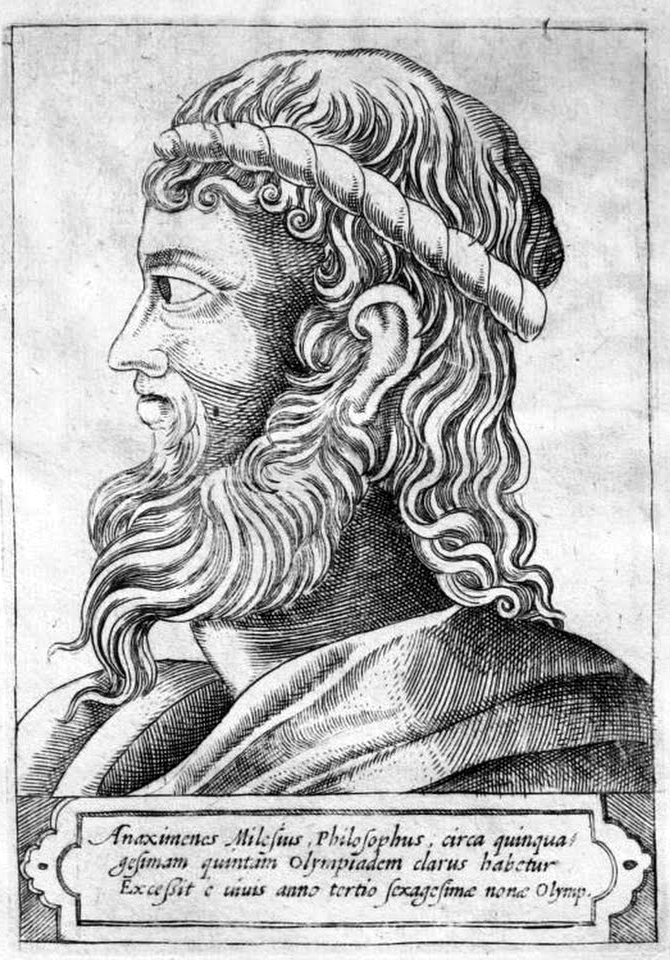
Anaximenes von Milet, fantasievoll dargestellt, mit einer Tainia bekleidet, in einem Stich von Girolamo Olgiati aus dem 16. Jahrhundert

Anaximenes (altgriechisch Ἀναξιμένης Anaximénēs; * ca. 585 v. Chr. in Milet; † zwischen 528 und 524 v. Chr.) war ein antiker griechischer Philosoph und Astronom. Er wird zu den Vorsokratikern gezählt.
Anaximenes knüpfte an die Lehre von Anaximander an und bildete mit ihm und Thales die Gruppe der ersten Vertreter der Ionischen Philosophie, der ältesten Richtung der griechischen Philosophie.

## Über die Natur
In seinem Werk Über die Natur sieht er die Luft (aer) als Urstoff (Arché) und unbeschränkt (ápeiros) an. So entsteht aus ihr alles: durch Verdichtung Wasser und Gestein, durch Verdünnung Feuer. Auch das Göttliche kommt entweder aus der Luft oder ist die Luft.
Er führt als erster den Begriff der Stoffverwandlung ein, der später bei Platon, Aristoteles und noch in der modernen Physik eine wichtige Rolle spielt. Damit wirft er den Begriff der Ur-Kraft auf, die den Ur-Stoff erst bearbeiten kann. Das belebende Prinzip liegt im Stoff selbst, weshalb auch die Rede von der Stoffbelebungslehre (Hylozoismus) ist.
Die Vorstellung des Kosmos als eines harmonischen wohlgeordneten Weltganzen, das sich zwar stets verändert, aber in seiner Substanz von ewigem Bestand ist, geht auf Anaximenes zurück und stellte einen Vorläufer der Lehre vom Pneuma dar. In seiner Kosmogonie entstehen die Gestirne aus der Erde, sind flach und breit und treiben auf der Luft. Der Himmel ist eine über der Erde liegende Halbkugel oder Kristallschale, die die Gestirne auf Bahnen, die sich auf der Halbkugel befinden, umkreisen. Die Dunkelheit bei Nacht liegt nach Anaximenes darin begründet, dass  hohe Berge den Rand der Erdscheibe im Norden begrenzen, hinter denen die Sonne während der Nachtstunden verborgen bleibt.
1935 wurde von der IAU der Mondkrater Anaximenes nach ihm benannt. Der Asteroid (6051) Anaximenes trägt ebenfalls seinen Namen.